# Cy Marshall
Cyrus "Cy" Marshall (* 17. April 1902 in Kansas City, Missouri; † 20. Dezember 1974 in Volusia, Florida) war ein US-amerikanischer Autorennfahrer.

## Karriere
Marshall nahm 1928 erstmals an dem 500 Meilen von Indianapolis teil, als er Earl DeVore in den Runden 91-148 für 58 Runden am Steuer ablöste. 1930 später stand er mit einem Duesenberg am Start des Rennens. In der 29. Runde verunglückte er schwer. Er selbst wurde schwer verletzt, sein mitfahrender Mechaniker und Bruder Paul Marshall starb bei dem Unfall. Erst 1947 startete er wieder in Indianapolis. In einem Alfa Romeo gelang ihm mit dem 8. Platz sein bestes Resultat. 1950 konnte er sich nicht für das Rennen qualifizieren.
Marshall fuhr Rennen der AAA-National-Serie ausschließlich in Indianapolis. Seine Pause von 17 Jahren zwischen den Starts 1930 und 1947 ist zusammen mit der von Rollie Free im gleichen Zeitraum die längste in der Geschichte des Rennens.

## Statistik

### Indy-500-Ergebnisse
| Jahr | Startnr. | Start | Qual (km/h) | Ergebnis | Runden | Führung | Ausfall                                 |
| ---- | -------- | ----- | ----------- | -------- | ------ | ------- | --------------------------------------- |
| 1928 | 6        |       |             |          | 58     | 0       | fuhr den Wagen von E. Devore Rd. 91-148 |
| 1930 | 36       | 10    | 128,272     | 26       | 29     | 0       | Unfall                                  |
| 1947 | 34       | 28    | 186,088     | 8        | 197    | 0       |                                         |
| 1950 | 78       | DNQ   |             |          |        |         |                                         |

| Legende  | Legende            | Legende                                                          |
| Farbe    | Abkürzung          | Bedeutung                                                        |
| -------- | ------------------ | ---------------------------------------------------------------- |
| Gold     | –                  | Sieg                                                             |
| Silber   | –                  | 2. Platz                                                         |
| Bronze   | –                  | 3. Platz                                                         |
| Grün     | –                  | Platzierung in den Punkten                                       |
| Blau     | –                  | Klassifiziert außerhalb der Punkteränge                          |
| Violett  | DNF                | Rennen nicht beendet (did not finish)                            |
| Violett  | NC                 | nicht klassifiziert (not classified)                             |
| Rot      | DNQ                | nicht qualifiziert (did not qualify)                             |
| Rot      | DNPQ               | in Vorqualifikation gescheitert (did not pre-qualify)            |
| Schwarz  | DSQ                | disqualifiziert (disqualified)                                   |
| Weiß     | DNS                | nicht am Start (did not start)                                   |
| Weiß     | WD                 | zurückgezogen (withdrawn)                                        |
| Hellblau | PO                 | nur am Training teilgenommen (practiced only)                    |
| Hellblau | TD                 | Freitags-Testfahrer (test driver)                                |
| ohne     | DNP                | nicht am Training teilgenommen (did not practice)                |
| ohne     | INJ                | verletzt oder krank (injured)                                    |
| ohne     | EX                 | ausgeschlossen (excluded)                                        |
| ohne     | DNA                | nicht erschienen (did not arrive)                                |
| ohne     | C                  | Rennen abgesagt (cancelled)                                      |
| ohne     | keine WM-Teilnahme |                                                                  |
| sonstige | P/fett             | Pole-Position                                                    |
| sonstige | 1/2/3/4/5/6/7/8    | Punktplatzierung im Sprint-/Qualifikationsrennen                 |
| sonstige | SR/kursiv          | Schnellste Rennrunde                                             |
| sonstige | *                  | nicht im Ziel, aufgrund der zurückgelegten Distanz aber gewertet |
| sonstige | ()                 | Streichresultate                                                 |
| sonstige | unterstrichen      | Führender in der Gesamtwertung                                   |